# Losolyn Laagan
Losolyn Laagan (en alfabeto mongol moderno, Лосолын Лаган) fue presidente de Mongolia, del periodo de 27 de abril de 1930 a su fecha de terminación en 2 de julio de 1932. Este presidente fue elegido mediante el partido Partido Revolucionario Popular.
Fue el quinto presidente de Mongolia.